# نیشن اروپا
نیشن اروپا (همچنین Nation und Europa نیز نامیده می‌شود) یک ماهنامه راست افراطی بود که در آلمان منتشر می‌شد. این مجله در سال ۱۹۵۱ تأسیس شد و تا زمان بسته شدن آن در سال ۲۰۰۹ در کوبورگ مستقر بود. نام نیشن اروپا ورلاگ همچنین نام انتشاراتی است که توسعه مجله نیشن اروپا را برعهده داشته است،

## تاریخچه
این نشریه توسط فرماندهان سابق اس اس آرتور ارهارت و هربرت بومه تأسیس شد، عنوان خود را از عبارتی گرفته است که اسوالد موزلی برای توصیف چشم‌انداز خود برای اروپا به عنوان یک ملت از آن استفاده کرد. نویسندگانی مانند گاستون-آرماند آمادروز و موریس باردش با اتخاذ دیدگاهی در سطح اروپا، ارتباط نزدیکی با این نشریه برقرار کردند. در ابتدا بزرگ‌ترین سهامدار آن نئونازیسم سوئدی و ورزشکار سابق المپیک کارل ارنفرید کارلبرگ بود. سپس توسط ارهارت همراه با هیئت پنج نفره متشکل از ز پر انگدال، هانس، اوهلر، پل ون تینن، اریک لوروم و اریش کرن ویرایش شد.

## نویسندگان برجسته
- آلن دو بنوا
- ژولیوس ایوولا
- فریتز هیپلر
- ژان-ماری لو پن
- آندرئاس ملتسر
- آسوالد ماسلی
- گوتلوب برگر